# Watts Lake
Der Watts Lake ist ein See an der Ingrid-Christensen-Küste des ostantarktischen Prinzessin-Elisabeth-Lands. In den Vestfoldbergen liegt er unmittelbar südwestlich der Ellis Rapids. Am Ufer des Sees befindet sich eine im Rahmen der Australian National Antarctic Research Expeditions errichtete Schutzhütte.
Das Antarctic Names Committee of Australia benannte ihn nach Edward Paul Watts (* 1931), leitender Dieselaggregatmechaniker und Anlagenüberwacher auf der Davis-Station im Jahr 1969 und auf der Mawson-Station im Jahr 1975. 